# Gaius z Milána
Svatý Caius byl biskupem Milána. Katolická církev jej uctívá jako světce.
Existuje jen málo informací o tomto biskupovi z Milána ze 3. století. Údajně byl pohřben na hřbitově v prostorách baziliky Naboriana, nyní zničené. Jeho ostatky byly později přeneseny poblíž Baziliky svatého Ambrože.
V středověkých textech jako je například Historia Dataria z 11. století, uvádí informace, které jsou považovány za legendu, jako že byl přítomen v Římě při mučednické smrti svatého Petra a svatého Pavla, při konverzi svatých Vitalise a Gerváse a Protáse.